# دیابلو ۲
دیابلو ۲ (انگلیسی: Diablo II) یک بازی ویدئویی در سبک نقش‌آفرینی اکشن و هک اند اسلش است که توسط استودیو بلیزارد شمال توسعه یافته و به‌وسیلهٔ بلیزارد انترتینمنت منتشر شده‌است. دیابلو ۲ در سال ۲۰۰۰ برای پلت‌فرم‌های مایکروسافت ویندوز و مکینتاش عرضه شد. همچنین یک بسته الحاقی برای این بازی تحت عنوان دیابلو ۲: ارباب کشتار در سال ۲۰۰۱ منتشر شد، و دنبالهٔ آن نیز به نام دیابلو ۳ در ۱۵ مه ۲۰۱۲، عرضه گردید.